# Yoram Kaniuk
Yoram Kaniuk (n. 2 mai 1930, Tel Aviv, Palestina sub mandat britanic – d. 8 iunie 2013, Tel Aviv, Israel) a fost un scriitor, pictor, publicist și critic de teatru israelian.

## Familia și anii copilăriei
Yoram Kaniuk s-a născut în anul 1930 în orașul Tel Aviv din Palestina mandatară, ca fiu al lui Moshe Kaniuk, evreu galițian de cultură germană, originar din Ternopil. Tatăl, pedagog, care emigrase în Palestina din Berlin, îndeplinea funcția de secretar personal al primarului Tel Avivului, Meir Dizengoff, și mai târziu, a fost director al taberei pedagogice  Givat Hamorè, iar în anii 1932-1948 și 1950-1962 a fost cel dintâi director administrativ al Muzeului de artă recent înființat la Tel Aviv. Bunicul din partea tatălui fusese profesor și autor de manuale de limba ebraică. Mama scriitorului, originară din Odessa, venise cu familia ei în Palestina în 1909, crescuse în așezarea Neve Tzedek, azi cartier al Tel Avivului, și  a lucrat ca profesoară și inspectoare școlară. Ea a fost de asemenea, autoare de cărți pentru copii.
Yoram Kaniuk a copilărit în Tel Aviv și a învățat la „Liceul Nou” (Tihon Hadash) din orașul natal.
Ca adolescent ,el a activat în mișcarea de tineret socialist sionist Hashomer Hatzair.

## Anii tinereții. Războiul de independență
La 17 ani Kaniuk s-a înrolat ca voluntar în unitățile maritime Palyam (în cadrul Palmahului) în rândurile organizației subterane de apărare evreiești Haganá. 
A luat parte la războiul arabo - israelian din 1948 fiind rănit la Ierusalim, în luptele de pe Muntele Sion, de către un militar englez aflat în rândurile taberei arabe.

## Anii americani
A plecat pentru o vreme în SUA, unde și-a tratat și rana la spitalul Mount Sinai din New York.
A fost profund marcat de soarta semenilor săi în Holocaust, mai ales când, în 1948 - 1949 a participat ca membru al echipajului unui vapor, la organizarea emigrării în Palestina a supraviețuitorilor lagărelor de concentrare naziste. 
Mai apoi, Kaniuk a studiat pictura la Academia de arte Betzalel din Ierusalim și, cu încurajarea lui Mordehai Ardon, a plecat la Paris pentru a se perfecționa acolo vreme de un an. Chemat de un spirit de aventură,
Kaniuk a fost, în continuare, marinar pe un vapor cu care a călătorit în Canada, și de acolo la New York. Tânăr chipeș și cu multiple talente, a rămas în Statele Unite vreme de zece ani, ducând o viață boemă, ocupându -se cu artele frumoase, și cu îndeletniciri ocazionale. O vreme a fost căutător de aur în Mexic, de diamante în Guatemala, a frecventat cazinourile din Las Vegas, s-a aflat în anturajul unor celebrități ca Charlie Parker, Marlon Brando, James Dean etc.Vreme de câțiva ani a fost în relații romantice cu dansatoarea și cântăreața Lee Baker.
În cele din urmă s-a hotărât să devină scriitor.
În anul 1958 a cunoscut pe Miranda Baker, fiica unei familii aristocrate creștine, și în 1961 s-a întors cu ea in Israel. Li s-au născut două fetițe. Deoarece, conform cu legile stării civile în vigoare în Israel, care încă mai stabilesc identitatea națională după criteriile dreptului iudaic medieval, în buletin fetele sale nu au fost înscrise ca fiind de naționalitate evreiască, din cauza neconvertirii mamei lor la iudaismul ortodox, ci ca fiind de „naționalitate americană”. Scriitorul a rămas, vreme de zeci de ani, revoltat față de această stare de lucruri  și a reclamat identitatea „israeliană” pentru el și familia sa.

## Premii și gesturi omagiale
- 1979 - Premiul Zeev
- 1987 - Premiul Brenner
- 1998 - Premiul președintelui statului
- 1998 - Premiul Bialik
- 1999 - Premiul Méditerranée Étranger (Franța)pentru drepturile omului
- 2006 - Universitatea Cambridge a organizat un congres internațional intitulat "Lumea și operele lui Yoram Kaniuk"
- 2011 - Premiul Sapir pentru literatură - pentru romanul „Tashah” („1948”)

## Opere
- 1963  היורד למעלה (Hayored lemaala) -  Acrofilul, roman (apărut mai întâi în engleză sub titlul The Acrophile)
- 1965  חימו מלך ירושלים (Himo meleh Yerushalaiym)  -  Himo, regele Ierusalimului
- אדם בן כלב   1968  (Adam ben kelev) Adam, fiul câinelui  sau Adam înviat - roman
- מות העיר  1973   (Mot Ha'ir)  Moartea orașului- culegere de povesiri
- סוסעץ  1974  (Susetz)  Cal de lemn , roman
- עפר ותשוקה  - 1975 (Afar ut'shuká) Țărână și patimă - culegere de articole-povestiri jurnalistice
- הסיפור על דודה שלומציון הגדולה  - 1976(Hasipur al hadoda Shlomtzion hagdola) - Povestirea despre mătușa Shlomtzion cea mare - roman
- לילה על החוף עם טרנזיסטור  - 1979   (Layla al hof im tranzistor) Noaptea pe malul mării cu un tranzistor roman
- 1982 -  היהודי האחרון  2009 (Hayehudí haaharon) Ultimul evreu
- כמו סיפורים  - 1983  (K'mo sipurim)  Un fel de povestiri
- ערבי טוב - 1983 (Araví tov) -  Un arab bun, roman (scris sub pseudonimul arab Yussef Sherara)
- ארבעה סיפורים ושיר - 1985  (Arbaá sipurim veshir) Patru povestiri și o poezie
- סיפורי סוף שבוע - 1986 (Sipurey sof shavua) Povestiri de weekend
- בתו - 1987  (Bitó) ,  Fiica lui , roman
- אהבת דוד  - 1990  (Ahavat Davíd), Iubirea lui David, roman
- פוסט-מורטם -  1992  (Post mortem), roman
- טייגרהיל -  1995 Tigerhill, roman
- עוד סיפור אהבה  -  1996 Od sipur ahava (Încă o poveste de iubire)
- נבלות – הסיפור האמיתי -  1997- Nevelot - hasipur ha'amiti (Ticăloșii - Adevărata poveste)
- אקסודוס אודיסיאה של מפקד  (רומן תיעודי-היסטורי) -  1999  Exodus, Odiseea shel mefaked - Exodus, odiseea unui căpitan, roman documentar- istoric
- המלכה ואני   -  2001 Hamalka veani - Regina și eu
- חיים על נייר זכוכית  -  2003  Haim al nyar zhuhit - Viață pe glaspapir
- הברלינאי האחרון -  2004  Haberlinai haaharon - Ultimul berlinez
- הנעדרת מנחל צין  -    2005 Haneederet minahal Tzin  - Diparuta de la Nahal Tzin
- עיטים ונבלות   -  2006  Eitim unevelot    Vulturi și cadavre
- על החיים ועל המוות  -  2007 Al Hahaim veal hamavet - Despre viață și moarte
- קסם על ים כנרת  -  , 2008 (במקור ראה אור בשנת 1994 תחת שם העט רויטל בק Kesem al Yam

Kineret - Vraja pe Marea Galileei (initial aparut ]n 1994 sub pseudonimul feminin Ravital Beck) 
- תש"ח  - 2010 Tashah  (Anul 1948)
- בא בימים -  2013 Ba bayamim (Înaintat în vârstă)